# Plinia ekmaniana
Plinia ekmaniana är en myrtenväxtart som beskrevs av Ignatz Urban. Plinia ekmaniana ingår i släktet Plinia och familjen myrtenväxter. Inga underarter finns listade i Catalogue of Life.